# Simpsonovi (21. řada)
Dvacátá první řada amerického animovaného seriálu Simpsonovi je pokračování dvacáté řady tohoto seriálu. Byla premiérově vysílána na americké televizní stanici Fox od 27. září 2009 do 23. května 2010. V Česku pak měla premiéru 2. září 2010 na stanici Prima Cool. Řada má celkem 23 dílů.

## Zajímavosti
- Je to historicky první řada tohoto seriálu, která byla kompletně vysílána ve vysokém Full HD rozlišení a širokoúhlém poměru stran 16 : 9.
- Je to první série Simpsonových, která měla premiéru na programu Prima Cool, neboť předchozí série měly premiéru na programech ČT1 a ČT2.

## Seznam dílů
| Č. v seriálu | Č. v řadě | Původní název                   | Český název                   | Režie                         | Scénář                             | Premiéra v USA     | Premiéra v ČR      | Produkční kód |
| ------------ | --------- | ------------------------------- | ----------------------------- | ----------------------------- | ---------------------------------- | ------------------ | ------------------ | ------------- |
| 442          | 1         | Homer the Whopper               | SuperHomer                    | Lance Kramer                  | Seth Rogen a Evan Goldberg         | 27. září 2009      | 2. září 2010       | LABF13        |
| 443          | 2         | Bart Gets a 'Z'                 | Pětka je pro Barta málo       | Mark Kirkland                 | Matt Selman                        | 4. října 2009      | 9. září 2010       | LABF15        |
| 444          | 3         | The Great Wife Hope             | Žena v ringu                  | Matthew Faughnan              | Carolyn Omineová                   | 11. října 2009     | 16. září 2010      | LABF16        |
| 445          | 4         | Treehouse of Horror XX          | Speciální čarodějnický díl XX | Mike B. Anderson a Ralph Sosa | Daniel Chun                        | 18. října 2009     | 23. září 2010      | LABF14        |
| 446          | 5         | The Devil Wears Nada            | Ďábel nenosí Pradu            | Nancy Kruseová                | Tim Long                           | 15. listopadu 2009 | 30. září 2010      | LABF17        |
| 447          | 6         | Pranks and Greens               | Rošťárny bez konzervantů      | Chuck Sheetz                  | Jeff Westbrook                     | 22. listopadu 2009 | 7. října 2010      | LABF18        |
| 448          | 7         | Rednecks and Broomsticks        | Čarodějky ze Springfieldu     | Bob Anderson a Rob Oliver     | Kevin Curran                       | 29. listopadu 2009 | 14. října 2010     | LABF19        |
| 449          | 8         | O Brother, Where Bart Thou?     | Bratříčku, kde jsi?           | Steven Dean Moore             | Matt Selman                        | 13. prosince 2009  | 21. října 2010     | MABF01        |
| 450          | 9         | Thursdays with Abie             | Čtvrtky s Abiem               | Michael Polcino               | Don Payne a Mitchell H. Glazer     | 3. ledna 2010      | 28. října 2010     | MABF02        |
| 451          | 10        | Once Upon a Time in Springfield | Tenkrát ve Springfieldu       | Matthew Nastuk                | Stephanie Gillisová                | 10. ledna 2010     | 4. listopadu 2010  | LABF20        |
| 452          | 11        | Million Dollar Maybe            | Výhra za všechny prachy       | Chris Clements                | Bill Odenkirk                      | 31. ledna 2010     | 11. listopadu 2010 | MABF03        |
| 453          | 12        | Boy Meets Curl                  | Curlingová romance            | Chuck Sheetz                  | Rob LaZebnik                       | 14. února 2010     | 18. listopadu 2010 | MABF05        |
| 454          | 13        | The Color Yellow                | Barva žluti                   | Raymond S. Persi              | Billy Kimball a Ian Maxtone-Graham | 21. února 2010     | 25. listopadu 2010 | MABF06        |
| 455          | 14        | Postcards from the Wedge        | Pohlednice ze Springfieldu    | Mark Kirkland                 | Brian Kelley                       | 14. března 2010    | 2. prosince 2010   | MABF04        |
| 456          | 15        | Stealing First Base             | První meta dobyta             | Steven Dean Moore             | John Frink                         | 21. března 2010    | 9. prosince 2010   | MABF07        |
| 457          | 16        | The Greatest Story Ever D'ohed  | Největší Homer všech dob      | Michael Polcino               | Kevin Curran                       | 28. března 2010    | 16. prosince 2010  | MABF10        |
| 458          | 17        | American History X-cellent      | Kult Montgomeryho Burnse      | Bob Anderson                  | Michael Price                      | 11. dubna 2010     | 23. prosince 2010  | MABF08        |
| 459          | 18        | Chief of Hearts                 | Srdcový šerif                 | Chris Clements                | Carolyn Omineová a William Wright  | 18. dubna 2010     | 30. prosince 2010  | MABF09        |
| 460          | 19        | The Squirt and the Whale        | Prcek a velryba               | Mark Kirkland                 | Matt Warburton                     | 25. dubna 2010     | 6. ledna 2011      | MABF14        |
| 461          | 20        | To Surveil with Love            | Panu dozorci s láskou         | Lance Kramer                  | Michael Nobori                     | 2. května 2010     | 13. ledna 2011     | MABF12        |
| 462          | 21        | Moe Letter Blues                | Dopis od Vočka                | Matthew Nastuk                | Stephanie Gillisová                | 9. května 2010     | 20. ledna 2011     | MABF13        |
| 463          | 22        | The Bob Next Door               | Levák od vedle                | Nancy Kruseová                | John Frink                         | 16. května 2010    | 27. ledna 2011     | MABF11        |
| 464          | 23        | Judge Me Tender                 | Suď mě něžně                  | Steven Dean Moore             | Dan Greaney a Allen Glazier        | 23. května 2010    | 3. února 2011      | MABF15        |